# East Rocky Hill
East Rocky Hill es un lugar designado por el censo ubicado en el condado de Somerset en el estado estadounidense de Nueva Jersey. En el año 2010 tenía una población de 469 habitantes.

## Geografía
East Rocky Hill se encuentra ubicado en las coordenadas 40°23′59.06″N 74°38′4.06″O / 40.3997389, -74.6344611.